# Khasan Isaev
Pour les articles homonymes, voir Issaïev.
Khasan Isaev est un lutteur bulgare spécialiste de la lutte libre né le 9 novembre 1952.

## Biographie
Lors des Jeux olympiques d'été de 1976, il remporte la médaille d'or en combattant dans la catégorie des -48 kg.